# Carl Ludwig Schreiber (Gartenarchitekt)
Carl Ludwig Schreiber (* 25. März 1903 in Essen; † 21. Dezember 1976 in Freising) war ein deutscher Landschaftsarchitekt, Universitätsprofessor und 1956 erster Ordinarius des neu gegründeten Studiengangs Garten- und Landschaftsplanung an der Technischen Hochschule München in Freising-Weihenstephan.

## Leben
Nach einer Gärtnerlehre in Zierpflanzenbetrieben in Hagen und Bremen-Horn, einer Ausbildung zum Gartentechniker an der Höheren Staatslehranstalt für Gartenbau in Pillnitz von 1922 bis 1926 und einer Zusatzausbildung an der Kunstgewerbeschule Aachen machte sich Schreiber Ende 1927 als freier Garten- und Landschaftsgestalter in der Region Aachen selbstständig. Er plante und baute zahlreiche Privatgärten und spezialisierte sich auf die Gestaltung von Friedhöfen, darunter viele Soldatenfriedhöfe. Neben seiner selbstständigen Tätigkeit sammelte er von 1927 bis 1934 erste Lehrerfahrungen als Fachlehrer für Gartenbau an der städtischen Knabenberufsschule Aachen.
Carl Ludwig Schreiber erhielt 1947 den ersten Lehrauftrag für Garten- und Landschaftsgestaltung, leitete das Lehrgebiet für Garten- und Landschaftsgestaltung an der Fakultät für Bauwesen der RWTH Aachen und wurde 1952 zum Honorarprofessor ernannt. Nach seiner Berufung an die Technische Hochschule München, ab 1970 Technische Universität München, baute er den Studiengang Garten- und Landschaftsplanung auf, und initiierte 1966 einen zweiten Lehrstuhl für Landschaftspflege, den im selben Jahr der Biologe Wolfgang Haber besetzte und 1972 in Lehrstuhl für Landschaftsökologie umbenannte. Schreiber legte den Grundstein für ein stark am Städtebau orientiertes Hochschulstudium und bildete später führende deutsche Landschaftsarchitekten und -planer aus, darunter Peter Latz und Anneliese Latz, Christoph Valentien und Donata Valentien, Jürgen H. von Reuß, Christian Stern, Friedrich Duhme, Gerhard Mühle, Peter Kiermeier, Karl Kagerer und andere. Die Nachfolge von Carl Ludwig Schreiber trat nach seiner Emeritierung 1972 Günther Grzimek an.

## Werke
- Friedhof Haaren in Waldfeucht (1936)
- Friedhof Braunsrath in Waldfeucht (1940)
- Waldfriedhof Lauheide in Münster (1942)
- Soldatenfriedhof Kloster Steinfeld (1950)
- Soldatenfriedhof Gemünd in Schleiden (1951)
- Boos-Fremery-Park in Oberbruch (1951)
- Privatgarten Professor Hirschfeld in Aachen (1951)
- Wiederaufbau des Kurparks Aachen-Burtscheid (1952)
- Kriegsgräberstätte Hürtgen im Hürtgenwald (1952)
- Soziale Grünanlage Carl-Alexander in Baesweiler (1952)
- Soziale Grünanlagen Henkelsiedlung in Düsseldorf-Holthausen (1953–55)
- Grünplanung Marienhospital in Aachen-Burtscheid (1955)
- Friedhof in Oberbruch (1955)
- Grünanlagen ECA-Siedlung Alsdorf-Ofden (1956)
- Grünanlage Hochschulhof Campus Weihenstephan in Freising (1962)
- Botanischer Garten in Würzburg (1966)